# Air Iceland
Air Iceland (ісл. Flugfélag Íslands) — колишня регіональна авіакомпанія Ісландії зі штаб-квартирою в аеропорту Рейк'явіка, що здійснює регулярні пасажирські перевезення в межах країни, а також в аеропорти Гренландії і на Фарерські острови.
Портом приписки авіакомпанії і її головним транзитним вузлом (хабом) є аеропорт Рейк'явіка.

## Історія
Авіакомпанія Nordurflug була заснована бізнесменом Тріггві Хелгасоном в 1973 році, 1 травня 1975 компанія змінила офіційну назву на Flugfelag Nordurlands. У 1997 році в результаті реорганізації та об'єднання внутрішніх перевезень Icelandair з Flugfélag Nordurlands була утворена авіакомпанія Air Iceland.
Власником перевізника є авіаційний холдинг Icelandair Group. У березні 2007 року в авіакомпанії працювало 226 осіб.
9 березня 2021 року група Icelandair Group оголосила, що Air Iceland Connect має злитися з Icelandair шляхом об'єднання внутрішніх та міжнародних служб з 16 березня 2021 року та продовження поточних польотних операцій під торговою маркою Icelandair.

## Флот

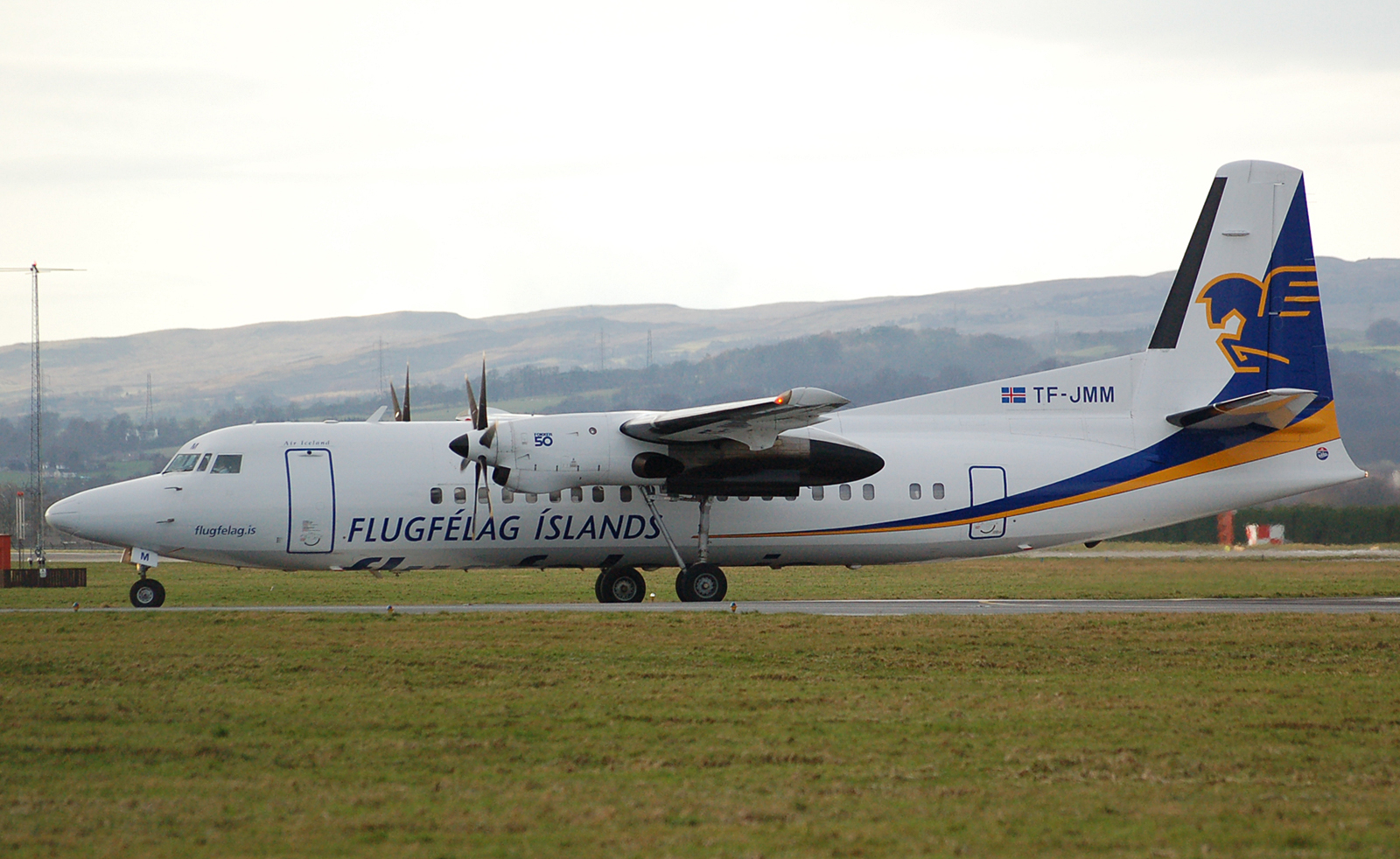
Fokker F50 авіакомпанії Air Iceland

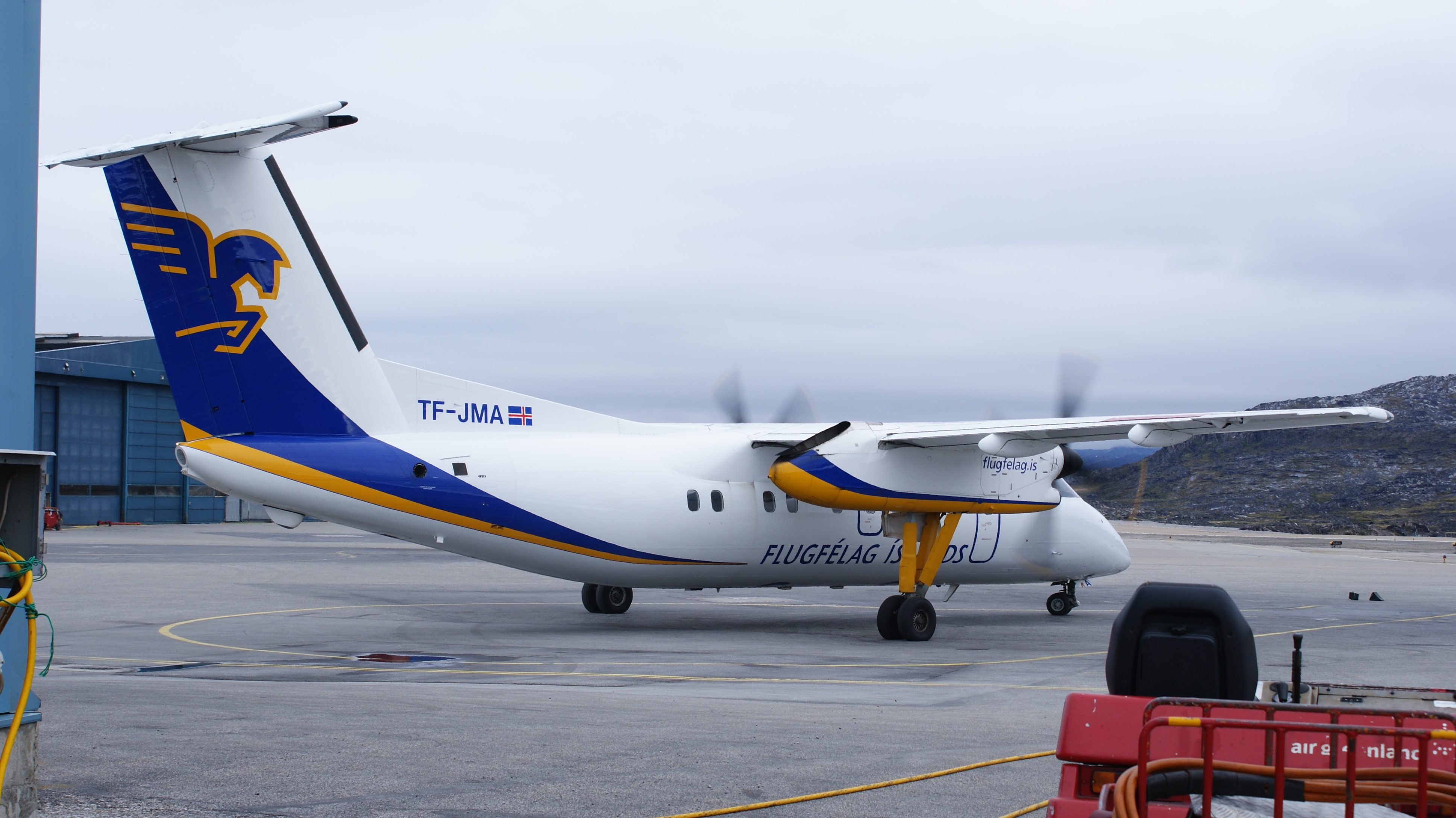
Dash 8-100 авіакомпанії Air Iceland в аеропорту Ілуліссат

В лютому 2014 року повітряний флот авіакомпанії Air Iceland становили такі літаки з середнім віком у 19,1 року:

## Авіаподії та інциденти
- 4 березня 2011 року. Літак Bombardier Dash 8 (реєстраційний TF-JMB) при виконанні посадки в аеропорту Нуук потрапив в зсув вітру, здійснив жорсткий дотик зі злітно-посадковою смугою, в результаті чого лопнуло праве колесо шасі. На борту знаходилась 31 людина, ніхто не постраждав, проте літак був списаний[6].